# Procrimima viridis
Procrimima viridis är en fjärilsart som beskrevs av Druce 1906. Procrimima viridis ingår i släktet Procrimima och familjen björnspinnare. Inga underarter finns listade i Catalogue of Life.